# D. J. Kennington

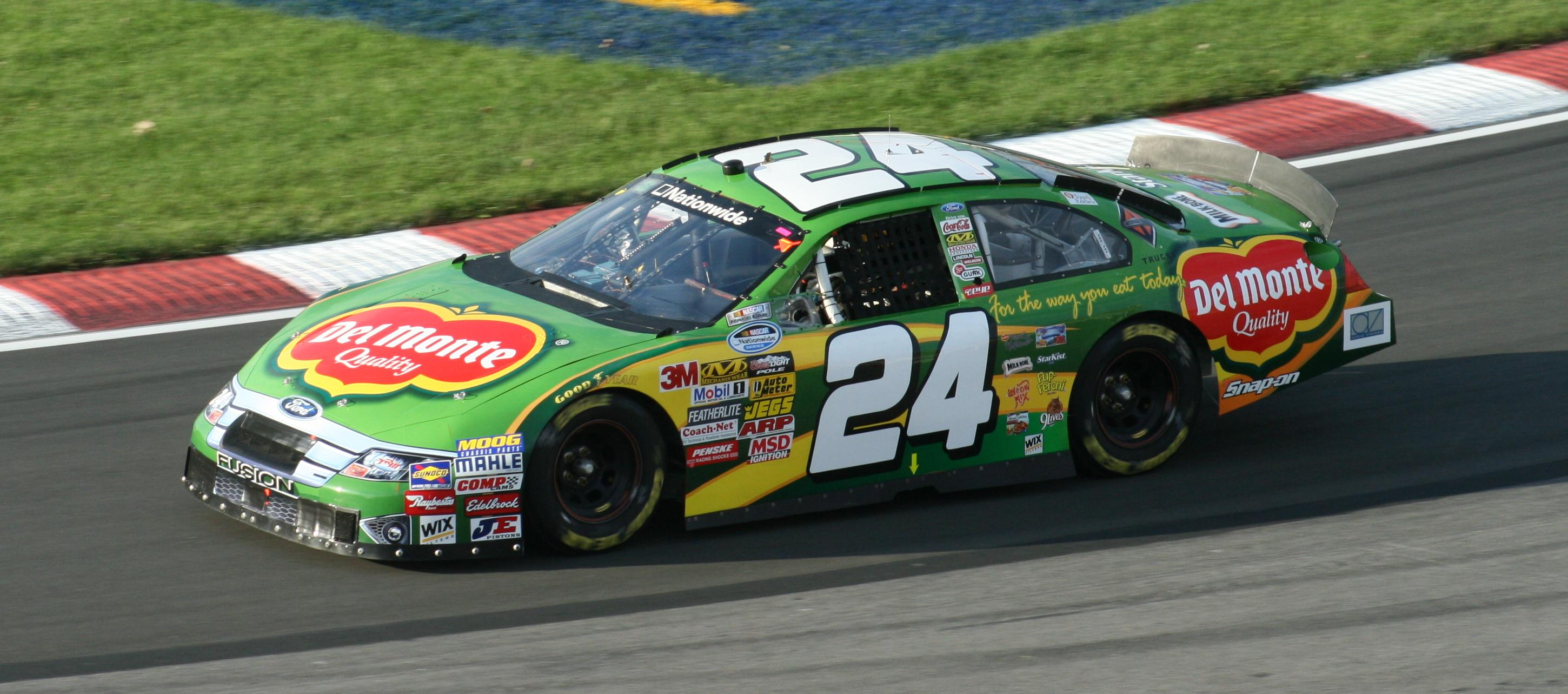
D. J. Kennington 2010 bei der Qualifikation zum NAPA-200-Rennen in Montreal

D. J. Kennington (* 15. Juli 1977 in St. Thomas, Ontario) ist ein kanadischer Rennfahrer. Er ist derzeit in der NASCAR Canadian Tire Series aktiv, in welcher er den Dodge Charger mit der Startnummer 17 fährt. Nebenbei nimmt er an ausgewählten Rennen der NASCAR Nationwide Series teil.
In den Jahren 2004 und 2005 fuhr er einen Teilzeitplan in der USAR Hooters Procup Series. Im Jahre 2006 gab er sein Debüt in der NASCAR Busch Series im Sam’s Town 250 im Memphis Motorsports Park in Memphis, Tennessee. Er startete das Rennen auf dem 23. Platz und beendete es mit einer Runde Rückstand auf dem 27. Platz.
In der NASCAR-Busch-Series-Saison 2007 fuhr er acht Rennen, dabei war sein bestes Ergebnis ein 23. Platz im Dover 200 auf dem Dover International Speedway in Dover im US-Bundesstaat Delaware. 
Hauptsächlich fuhr er in der Saison 2007 in der NASCAR Canadian Tire Series, wo er im Laufe des Jahres zweimal gewann. Den ersten Sieg holte er sich am 1. Juli 2007 im Mopar 300 auf dem Barrie Speedway, den zweiten Sieg am 8. September 2007 ebenfalls auf dem Barrie Speedway. Zudem gewann er die erste Pole-Position in der noch jungen Geschichte der NASCAR Canadian Tire Series. Auch in den Jahren 2008 und 2009 war Kennington in der Canadian Tire Series aktiv. Dabei belegte er 2008 den dritten und 2009 den zweiten Platz der Gesamtwertung.